# Ralf Kirsten
Ralf Kirsten (ur. 30 maja 1930 w Lipsku, zm. 23 stycznia 1998 w Berlinie) – niemiecki reżyser filmowy i scenarzysta. Na przestrzeni lat 1955–1986 wyreżyserował 22 filmy. Jego film Wo andere schweigen z 1984 roku rywalizował na 14. Międzynarodowym Festiwalu Filmowym w Moskwie.

## Wybrana filmografia
- Bärenburger Schnurre (1957)
- Spotkali się latem (Beschreibung eines Sommers, 1962)
- Za mną, kanalie! (Mir nach, Canaillen!, 1964)
- Wo andere schweigen (1984)